# Loups gris
Pour les articles homonymes, voir Bozkurtlar.
Pour le loup gris commun, l'animal, voir Canis lupus.
Les Loups gris (Bozkurtlar en turc), officiellement connus sous l’appellation « Foyers idéalistes » (Ülkü Ocakları en turc), sont une organisation armée ultranationaliste turque.
Le mouvement est décrit comme néo-fasciste,, anti-communiste,, anti-grec, anti-alevi, anti-kurdes,, anti-arméniens,, homophobe, antisémite, et antichrétien,. Il a des relations très étroites avec le Parti d'action nationaliste (MHP), dont il est présenté comme la branche paramilitaire,.
Réputé proche de Recep Tayyip Erdogan, le groupe, qui a une longue histoire d'actions terroristes, a été impliqué - de manière certaine ou probable - dans des attentats à Paris, et à Bangkok,, dans divers meurtres en Turquie, et dans la tentative d'assassinat du pape Jean-Paul II. Coutumier de campagnes d'intimidation, il sert aussi de relais d'influence de la puissance turque en Europe.

## Histoire

### Origine du mouvement
Ziya Gökalp et Nihâl Atsız, pères du panturquisme, utilisaient déjà l'expression Millî mefkure (ülkü) (« idéal national » en français).
Les « Foyers turcs », créés par Atatürk, et dans lesquelles se distinguaient Nihâl Atsız et Ziya Gökalp, avaient pour but de promouvoir le panturquisme. Après la mort du « père des Turcs » en 1938, les adhérents des « Foyers turcs » se plaignent au premier ministre turc de l'époque, Şükrü Saraçoğlu, de la décadence politique panturquiste. Hasan Ali Yücel, ministre de l'éducation de l'époque, juge ces propos dangereux et demande la dissolution des « Foyers », dont les adhérents seront jugés par la justice turque. Parmi ces derniers, on retrouve Alparslan Türkeş, lieutenant à l'époque. Le 3 mai 1944 a lieu une manifestation à Ankara rassemblant des milliers de personnes dénonçant l'inculpation des membres des « Foyers turcs ». Ces évènements sont à l'origine de la célébration, chaque année à la date du 3 mai, de la journée du panturquisme en Turquie[réf. à confirmer].

### Le MHP
C'est au début des années 1950 que l'Association des nationalistes Turcs (Türk Milliyetçileri Derneği en turc) se donnent le nom d'idéalistes (ülkücüler). En 1969, Alparslan Türkeş, l'un des auteurs du coup d’État militaire de 1960, crée le Parti d'action nationaliste et donne un appui considérable à Dündar Taşer, un commandant turc à la retraite, pour la formation d'une association officielle, qui sera considérée officieusement comme la branche jeunesse du MHP, et qui prendra le nom de Ülkü Ocakları Eğitim ve Kültür Vakfı (« Association culturelle et éducative des Foyers Idéalistes » en français).
Quelques années plus tard ils prendront le loup comme symbole, en référence à la mythologie turque et mongole, Ergenekon.

### L'organisation du mouvement
Au cours des années 1970, la Turquie est plongée dans la confrontation droite-gauche. Les Loups gris, qui luttent contre le communisme, décident de mieux s'organiser afin de répandre leur doctrine à toute l'Anatolie. En 1975, la première élection au poste de secrétaire général du mouvement désigne Sami Bal. Lui succéderont Ali Batman et Selahattin Sarı. Plusieurs autres petites organisations[réf. à confirmer], ralliées au mouvement, verront le jour :
- ÜLKÜ-TEK : Ülkücü Teknik Elemanlar Derneği (« Association des travailleurs techniques idéalistes » en français)
- ÜLKÜ-HAN : Ülkücü Hanımlar Derneği (« Association des femmes idéalistes » en français)
- ÜLKÜ-KÖY : Ülkücü Köylüler Derneği (« Association des paysans idéalistes » en français)
- ÜMİD-BİR : Ülkücü Maliyeci Ve İktisatçılar Derneği (« Association des caissiers et économistes idéalistes » en français)
- ÜLKÜM-BİR : Ülkücü Memurlar Birliği (« Association des fonctionnaires idéalistes » en français)
- ÜLKÜ-BİR : Ülkücü Öğretim Üyeleri Ve Öğretmenleri Birliği (« Association des instituteurs et des professeurs idéalistes » en français)
- ÜLKÜ-RES : Ülkücü Ressamlar Ve Heykeltıraşlar Derneği (« Association des peintres et des sculpteurs idéalistes » en français)
- ÜNAY : Üniversiteli Asistanlar Yardımlaşma Derneği (« Association des assistants universitaires idéalistes » en français)
- ÜİD : Ülkücü İşçiler Derneği (« Association des travailleurs idéalistes » en français)
- MİSK : Milliyetçi İşçi Sendikaları Konfederasyonu (« Confédération des syndicats des travailleurs nationalistes » en français)
- MTTB : Milli Türk Talebe Birliği (« Union nationale des étudiants turcs » en français)
- TÖMFED : Töre Musiki Folklor Eğitim Derneği (« Association de l'éducation aux coutumes, à la musique et au folklore » en français)
- POL-BİR : Polis Birliği (« Association des policiers idéalistes » en français)
- Tıbbiyeliler Derneği (« Association des médecins idéalistes » en français)

Il y a eu dans les années 1990 une scission majeure dans le mouvement, les ultranationalistes religieux créant leur propre mouvement Alperen Ocakları sous la houlette de leur nouveau parti de tendance plutôt islamo-nationaliste Büyük Birlik Partisi ou BBP (« Parti de la grande unité »), affirmant que le mouvement d'Alpaslan Türkeş était bien trop laïc, loin des préoccupations des gens de la mosquée et qu'il s'était écarté de son idéologie originelle. Cette scission corrobore ainsi le glissement vers le centre droit du MHP qui essaie de s'adapter d'une manière pragmatique au nouvel environnement socio-politique turc.[réf. nécessaire]
Dans les années 1970 et 1980, les Loups gris sont en étroite relation avec la CIA et les réseaux clandestins anticommunistes « Stay Behind » mis en place par l'OTAN.
De nos jours les Loups gris sont souvent proches de l'AKP et des islamistes.
Aujourd'hui, le mouvement est accusé de terrorisme et d'infiltration dans la politique européenne. Très présents dans la police et les services de renseignement, les militants exécutent les basses besognes anti-kurde de l’État. Ils participent activement aux attaques contre les permanences du HDP depuis 2015.
Le 30 décembre 2022, Sinan Ateş, universitaire de 38 ans et président du mouvement du 9 janvier 2019 au 2 avril 2020 (remplacé le 6 juillet 2020), est assassiné par balles à Ankara.

### Les actions

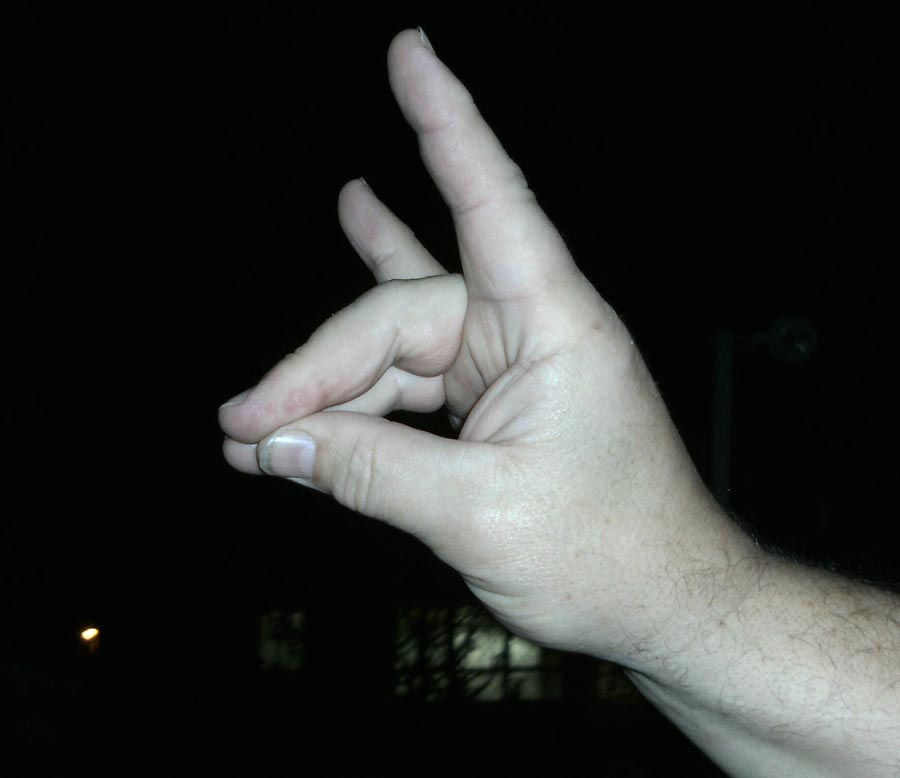
Signe des Loups gris.

Les Loups gris sont accusés d’actions violentes, notamment contre la gauche, l'extrême gauche et les minorités ethniques et religieuses dans les années 1970, avant le coup d’État de 1980, dans un contexte d'anomie sociale et politique résultant en grande partie des dynamiques externes. En effet, la Turquie a joué le rôle d'avant-garde du camp occidental durant la guerre froide ; des luttes d'influences se sont ainsi essentiellement manifestées à l'intérieur du pays durant les trois dernières décennies de la guerre froide.

#### Le massacre de Maraș
L’organisation assassine plusieurs milliers de personnes au cours des années 1970 : militants de gauche, intellectuels et journalistes, syndicalistes, militants kurdes. Elle est aussi à l'origine du massacre de Kahramanmaraş en 1978, qui fait plus de 100 morts parmi la minorité alévie.

#### Le massacre de Bahçelievler
Le soir du 8 octobre 1978, une opération est menée contre des étudiants du Parti des travailleurs de Turquie (TIP) par des éléments de contre-guérilla, formés de Loups gris et dirigés par Abdullah Çatlı et Haluk Kırcı. Cinq dirigeants étudiants sont kidnappés dans leur appartement dans le quartier de Bahçelievler à Ankara. Ils sont attachés les mains dans le dos, face contre terre, endormis à l'éther, puis assassinés de différentes façons. Deux autres étudiants du TIP, venus par hasard rendre visite aux précédents, sont enlevés et exécutés par balles dans un champ à quelques kilomètres de là.

#### Attentat contre le pape
Le 13 mai 1981, Mehmet Ali Ağca, membre des Loups gris, tente d'assassiner le pape Jean-Paul II sur la place Saint-Pierre à Rome.

#### Relations avec la mafia
Les Loups gris ont des liens étroits avec la mafia turque, connue pour son engagement politique en leur faveur et la guérilla séparatiste tchétchène durant le conflit qui l'oppose au pouvoir russe à partir de 1994.

##### Lynchage de Tassos Isaac
Le 11 août 1996, Tassos Isaac, un réfugié chypriote grec, est battu à mort dans la zone démilitarisée par une foule d'ultranationalistes turcs affiliés aux Loups gris. À la suite de cet événement, Mehmet Mustafa Arslan, un turc, chef des Loups gris dans le Nord de Chypre, fait l'objet d'un mandat d'arrêt international.

#### Guerre civile syrienne

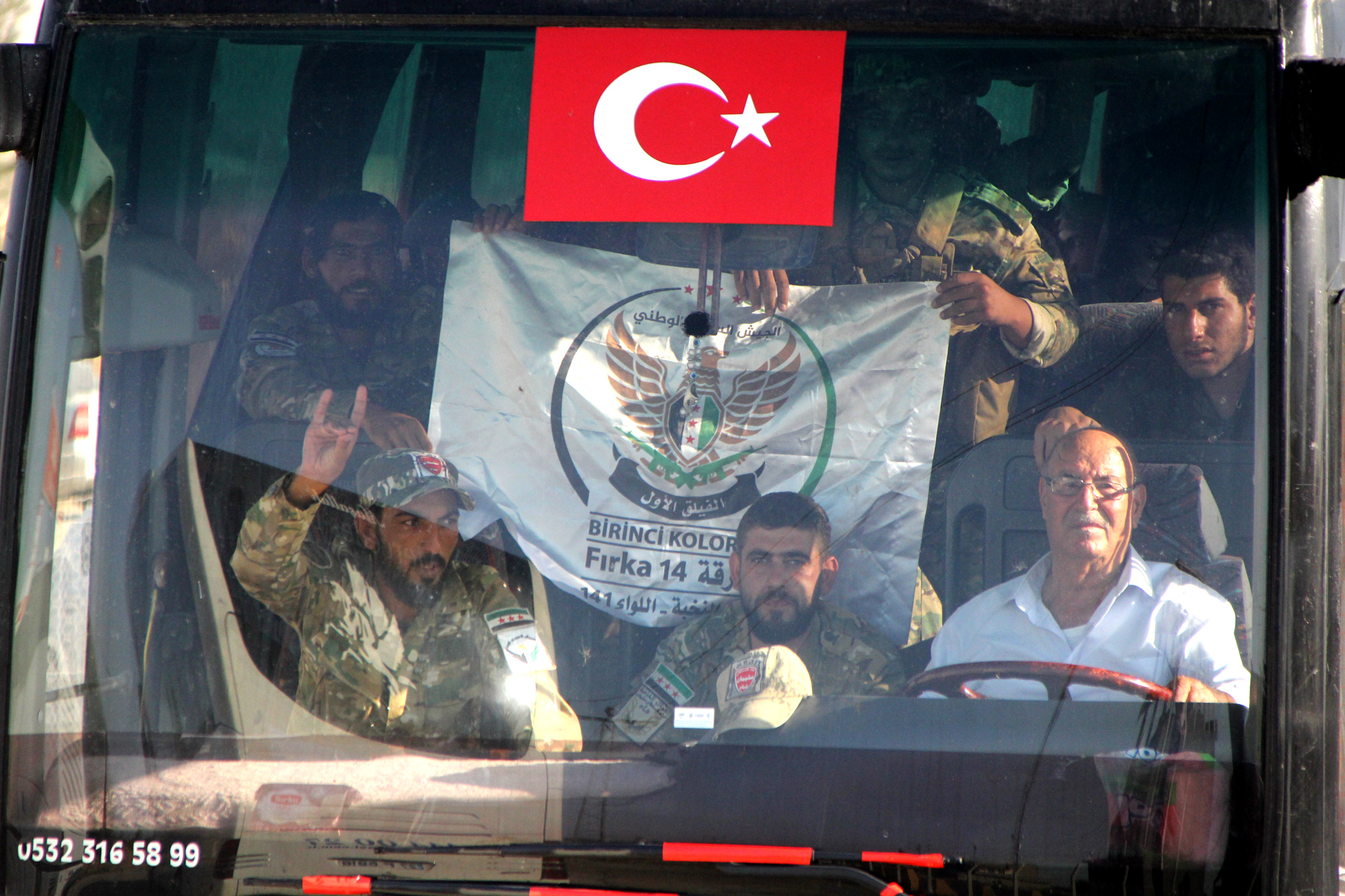
Des rebelles du Liwa Sultan Souleymane Chah, un groupe turkmène de l'Armée nationale syrienne, transportés par bus d'Azaz à Akçakale, le 12 octobre 2019, pendant l'Opération Source de paix. L'un des combattants fait le signe des Loups gris.

Pendant la guerre civile syrienne, les Loups gris prennent part aux combats au côté de l'Armée syrienne libre contre les forces armées syriennes et le PYD, comme Alparslan Çelik, qui officie au sein de la 2e division côtière et qui est suspecté du meurtre du pilote russe Oleg Peshkov pendant sa descente en parachute, après qu'un chasseur turc eut abattu un bombardier russe,.

## Idéologie
Les Loups gris adhèrent à une forme extrême de nationalisme turc. Le mouvement est souvent qualifié de néo-fasciste,,,,. R. W. Apple Jr. (en), écrivant dans le New York Times en 1981, a décrit le MHP et ses groupes satellites (dont les Loups gris) comme un « réseau xénophobe, fanatiquement nationaliste et néofasciste imprégné de violence ».
Selon L.S. Peters, le mouvement aspire à une nation turque « idéale », qu'il définit comme « islamique-sunnite et mono-ethnique: habitée uniquement par de « vrais » Turcs ». Un Turc est défini comme quelqu'un qui vit sur le territoire turc, se sent turc et se revendique turc. Le mouvement est également hostile à pratiquement tous les éléments non turcs ou non sunnites en Turquie, y compris les Kurdes, les Alévis, les Arméniens, les Grecs, les Chrétiens et les Juifs. Ils adhèrent aux théories du complot antisémites comme celles avancées par les Protocoles des Sages de Sion et ont distribué la traduction turque de Mein Kampf d'Adolf Hitler. En 2004, à l'occasion de la sortie du film d'Atom Egoyan, Ararat, dont le sujet principal est le génocide arménien, les Loups gris font pression pour en empêcher la diffusion dans les salles de cinéma turques.
Les Loups gris est également un mouvement panturc, hostile à l'Iran et à la Russie.
Les loups gris sont aussi résolument anticommunistes et sont connus pour leurs actions violentes contre les militants et les groupes de gauche.

## Exportation des Foyers

### En Europe
Le premier « Foyer Idéaliste » a été fondé le 18 juin 1978, sous l'égide d'Alparslan Türkeş, en Allemagne à Francfort sous le nom de « Fédérations des associations des Idéalistes turcs démocrates en Europe » (Avrupa Demokratik Ülkücü Türk Dernekleri Federasyonu en turc).
Des militants des Loups gris se sont infiltrés avec des succès divers dans la politique locale de certaines communes aux Pays-Bas, en Suède et en Belgique. Aux élections communales belges de 2006, deux dirigeants locaux de foyers idéalistes étaient candidats, Fuat Korkmazer sur la liste démocrate-chrétienne flamande à Gand et Murat Denizli sur celle du PS à Schaerbeek.
Occupant des postes importants au sein des services secrets turcs, les Loups Gris sont devenus une « force de projection » en Europe. Le journaliste turc Abdulah Bozkurt souligne en 2020 que « depuis des décennies, les Loups Gris sont utilisés pour les basses œuvres des services secrets turcs. Aujourd'hui, ils jouissent d'une impunité totale et de la protection politique du MHP qui apporte depuis 2016 son soutien à Erdogan et partage avec lui le pouvoir ».
En juillet 2020, à Vienne en Autriche, des Loups gris attaquent des manifestants prokurdes à coups de jets de pierres et de feux d'artifice.
Un rapport du Parlement européen adopté le 19 mai 2021 recommande que les Loups gris soient placés sur la liste des organisations terroristes et que les États membres interdisent les associations qui leur sont liées. L'eurodéputé socialiste espagnol José Ignacio Sánchez Amor, auteur du rapport, considère que « pour le gouvernement turc, toute critique doit être écrasée, par tous les moyens ».

### En France
Une enquête parlementaire relève que les Loups gris ont organisé 11 attentats sur le sol français contre des cibles arméniennes en 1983. Ali Gedikoğlu, issu des Loups Gris, est un des fondateurs du parti politique français islamo-conservateur Parti égalité et justice en 2015 et créateur du « Cojep (Conseil pour la justice, l'égalité et la paix), une pseudo ONG servant de faux nez à l'AKP en France, prétendant organiser des activités sur la participation démocratique, la citoyenneté »,.
Le 4 novembre 2020 en France, après des rixes ayant opposé communautés turque et arménienne à Décines près de Lyon et que le mémorial dédié aux victimes du génocide arménien de la même ville a été vandalisé par des tags signés des « Loups Gris »,, le gouvernement dissout le mouvement ultranationaliste, légalement reconnu comme groupement de fait, mais ses sympathisants restent présents. Le 5 novembre, Ahmet Cetin, Franco-Turc et activiste des Loups Gris, est condamné pour incitation à la haine raciale,. Le 3 avril 2021, une vingtaine d'assaillants ont attaqué la Maison de la Mésopotamie dans le quartier de la Guillotière à Lyon, des locaux associatifs liés à la communauté kurde. Les Loups gris sont soupçonnés de continuer à agir, malgré leur dissolution l'année précédente.
Lors de la campagne pour les élections présidentielles turques en 2023, l'organisation, pourtant dissoute en France, fait à nouveau parler d'elle à la suite d'agressions de militants opposés à Erdogan dans plusieurs villes du pays.

### Dans les républiques turcophones et ailleurs
Les Loups Gris auraient également des liens dans des pays et des régions turcophones, surtout en Azerbaïdjan, dans les pays d'Asie centrale, et aussi avec les Turcs des Balkans et du Caucase afin de faire la propagande de l'idéologie pan-turque, mais aussi afin de montrer leur solidarité avec les mouvements nationalistes d'autres peuples qu'ils considèrent comme frères (Tchétchènes, Bosniaques, Albanais),.

## La doctrine:Dokuz Işık
9 Işık Doktrini (« La doctrine des neuf lumières » en français) constitue les neuf points que devrait représenter la doctrine ülkücü (idéaliste), qui constitue la base idéologique des Loups gris :
- Milliyetçilik (nationalisme)
- Ülkücülük (idéalisme)
- Ahlakçılık (défense de la morale publique)
- Toplumculuk (défense de la société dans son ensemble)
- İlimcilik (rationalisme scientifique)
- Hürriyetçilik (défense des libertés civiles)
- Köycülük (Respect et soutien à la paysannerie)
- Gelişmecilik ve Halkçılık (soutien au développement économique et populisme)
- Endüstricilik ve Teknikçilik (Soutien à l'industrialisation et au développement technologique).

## Culture populaire
- Dans le roman L'empire des loups, ainsi que dans son adaptation en film cinéma, les loups gris sont un des thèmes principaux.
- Dans le téléfilm L'École des espions, les loups gris sont un élément-clé du scénario.